# MacPaint
MacPaint era un editor gráfico semejante al Paint de Windows, disponible en los primeros Macintosh, lanzado en 1984. El paquete original también incluía MacWrite, un procesador de textos semejante a Word.

## Historia
Puesto que los primeros Macintosh tenían solamente un monitor blanco y negro, MacPaint solo podía crear dibujos sencillos de 576 x 720 píxeles. El investigador de Xerox PARC Alan Kay, a la cabeza de un equipo de trabajadores de Apple hicieron una videocinta casera que demostraba a su hija de un año que encendía una computadora del Macintosh 128K, insertando un disquete que contenía MacPaint, arrancando el programa, y pintando con él. MacPaint, en parte, representó una cambio del paradigma donde el ordenador se había convertido en una parte esencial de las vidas de las personas. A pesar su vida corta, MacPaint era el primer programa de dibujo en la historia de la informática.
MacPaint fue la primera experiencia de editar bitmaps de las personas, mientras que tal se convirtió en el trabajo seminal por el cual los esfuerzos similares fueron medidos. MacPaint 1.0 fue hecho por Bill Atkinson, miembro del equipo de desarrollo de Macintosh. Las versiones beta de MacPaint fueron llamadas MacSketch, parte del nombre de su raíz: LisaSketch. David Ramsey llevó a cabo algunas mejoras dando por resultado la versión 2 de MacPaint. El MacPaint original consistió en 5.804 líneas de código de fuente en Pascal, aumentadas por otras 2.738 líneas del lenguaje ensamblador 68000, que ocupaban unos 45 Kb de código ejecutable.
El MacPaint original rompió muchas de las pautas de la interfaz utilizada, entonces se dijo que eran empujadas por Apple como la llave a la consistencia entre los diferentes usos. La interfaz de MacPaint no consistió en ventanas separadas, pero utilizó un acercamiento de la pantalla completa, con las gamas de colores fijas en un área a la izquierda y debajo del área de edición.
El MacPaint original no incorporaba función de acercar, pero tenía una ampliación especial llamada "FatBits", que mostraba cada píxel como un rectángulo con un borde blanco. Editar una imagen en este modo era muy fácil, y pudo ser una idea para próximas ediciones. El menú de utilidades en MacPaint era llamado "Aids" durante las primeras fases del desarrollo, pero con el descubrimiento del sida se cambió el nombre a "Goodies".